# Монкласико
Монкласико (итал. Monclassico) је насеље у Италији у округу Тренто, региону Трентино-Јужни Тирол.
Према процени из 2011. у насељу је живело 812 становника. Насеље се налази на надморској висини од 757 м.

## Становништво
Према резултатима пописа становништва 2011. у општини је живело 882 становника.
| 1931. | 1936. | 1951. | 1961. | 1971. | 1981. | 1991. | 2001. | 2011. |
| ----- | ----- | ----- | ----- | ----- | ----- | ----- | ----- | ----- |
| 667   | 629   | 686   | 662   | 705   | 684   | 715   | 751   | 882   |